# Elene Gedevanisvili
Elene Gedevanisvili (grúz betűkkel ელენე გედევანიშვილი; Tbiliszi, Grúz SZSZK, 1990. január 7. –) grúz műkorcsolyázónő, a 2010-es Európa-bajnokság bronzérmese.

## Karrierje
Gedevanisvili eredetileg a CSZKA Moszkva versenyzője volt, edzői pedig Jelena Bujanova és Tatjana Taraszova voltak. A 2005-06-os szezonban az első junior, valamint egyáltalán az első grúz műkorcsolyázó lett, aki Grand Prix-t tudott nyerni.
Első felnőtt versenyén, a 2006-os Eb-n rögtön az ötödik helyen végzett. Az olimpián tizedik lett.
2006 novemberében elhagyta Moszkvát, és az USA-ba, New Jersey-be költözött. 2009-ig többször edzőt váltott, ez egy kevésbé sikeres periódus volt pályafutásában.
Már egy magas állami kitüntetést is átvehetett Miheil Szaakasvili miniszterelnöktől, a sportért végzett szolgálataiért.

## Programok
| Szezon    | Rövidprogram                  | Szabadprogram                                                                                          |
| --------- | ----------------------------- | --- |
| 2009-2010 | Fever Davenport               | Carmen Georges Bizet                                                                                   |
| 2008-2009 | Cabaret John Kander, Fred Ebb | Don't Let Me Be Misunderstood Santa Esmeralda Besame Mucho Perez Prado Historia de un amor Perez Prado |
| 2007-2008 | Cabaret John Kander, Fred Ebb | Pretty Story Francis Lai                                                                               |
| 2006-2007 | Two Guitars Paul Mauriat      | Flamenco Fantasia                                                                                      |
| 2005-2006 | Granada                       | Örmény rapszódia Ara Gevorkian                                                                         |
| 2004-2005 | The Mexican Hat Dance         | Ballet Egyptian Luigini                                                                                |
| 2003-2004 | The Mexican Hat Dance         | Ballet Egyptian Luigini                                                                                |

## Statisztika

### 2006 óta
| Event                                         | 2006-2007 | 2007-2008 | 2008-2009 | 2009-2010 |
| --------------------------------------------- | --------- | --------- | --------- | --------- |
| Világbajnokság                                | 17.       | 20.       | 10.       |           |
| Európa-bajnokság                              | 8.        | 7.        | 25.       | 3.        |
| Junior műkorcsolya- és jégtánc-világbajnokság |           |           | 6.        |           |
| Trophée Eric Bompard                          |           |           | 7.        | 7.        |
| Skate America                                 |           | 6.        |           | 6.        |
| NHK Trophy                                    |           | 8.        |           |           |
| Finlandia Trophy                              |           |           | 4.        |           |
| Karl Schäfer Memorial                         | 1.        |           |           |           |
| NRW Trophy                                    |           |           | 1.        |           |

### 2006 előtt
| Esemény                             | 2001-2002 | 2002-2003 | 2003-2004 | 2004-2005 | 2005-2006 |
| ----------------------------------- | --------- | --------- | --------- | --------- | --------- |
| Olimpia                             |           |           |           |           | 10.       |
| Világbajnokság                      |           |           |           |           | 14.       |
| Európa-bajnokság                    |           |           |           |           | 5.        |
| Junior vb                           |           |           | 12.       | 5.        |           |
| Grúz bajnokság                      | 4.        | 1.        | 1. J.     |           |           |
| Karl Schäfer Memorial               |           |           |           |           | 4.        |
| Junior Grand Prix döntő             |           |           |           |           | 7.        |
| Junior Grand Prix, Észtország       |           |           |           |           | 1.        |
| Junior Grand Prix, Szlovákia        |           |           |           |           | 3.        |
| Junior Grand Prix, Ukrajna          |           |           |           | 6.        |           |
| Junior Grand Prix, Franciaország    |           |           |           | 17.       |           |
| Junior Grand Prix, Horvátország     |           |           | 7.        |           |           |
| Európai ifjúsági olimpiai fesztivál |           |           |           | 7.        |           |
| Coupe Haabersti                     |           |           |           | 3.        |           |

### Fordítás
Ez a szócikk részben vagy egészben  az   Elene Gedevanishvili című angol Wikipédia-szócikk fordításán alapul.  Az eredeti cikk szerkesztőit annak laptörténete sorolja fel. Ez a jelzés csupán a megfogalmazás eredetét és a szerzői jogokat jelzi, nem szolgál a cikkben szereplő információk forrásmegjelöléseként.